# 7-إلفن
شركة 7-إلفن (7-Eleven، Inc.) سفن إلفن (منمقة كـ 7ᴇʟᴇᴠᴇn) هي سلسلة متاجر يابانية أمريكية دولية، مقرها في دالاس، تكساس. تأسست السلسلة في عام 1927 كواجهة متجر للثلج في دالاس. تم تسميتها متاجر توتيم (Tote'm Stores) بين عامي 1928 و1946. بعد أن استحوذت الشركة اليابانية التابعة إيتو-يوكادو (Ito- Yokado) على 70٪ من الشركة في عام 1991، أعيد تنظيمها كشركة فرعية مملوكة بالكامل لشركة (Seven-Eleven Japan Co.، Ltd) في عام 2005، ومملوكة الآن من قبل شركة سيفين أند آي (Seven & I Holdings Co.، Ltd). ومقرها شيودا، طوكيو.
تقوم شركة 7-إلفن بتشغيل وامتيازات وترخيص 71،100 متجرًا في 17 دولة اعتبارًا من يوليو 2020.

## روابط خارجية
- الموقع الرسمي